# One Kiss
〈One Kiss〉는 프로듀서 캘빈 해리스와 가수 두아 리파의 노래이다. 영국 싱글 차트 1위를 한 곡이며, 영국 축음기 협회(RIAA) 인증 트리플 플래티넘 등급을 받은 곡이다. 2019 브릿 어워드 올해의 싱글 수상곡이며, 2018년 영국에서 가장 많이 팔린 싱글이다.

## 인증
| 국가                               | 인증                   | 판매량/출하량 |
| ---------------------------------- | ---------------------- | ------------- |
| 오스트레일리아 (ARIA)              | 5× 플래티넘            | 350,000       |
| 오스트리아 (IFPI 오스트리아)       | 플래티넘               | 30,000        |
| 벨기에 (BEA)                       | 2× 플래티넘            | 80,000        |
| 브라질 (Pro-Música Brasil)         | 3× 다이아몬드          | 480,000       |
| 캐나다 (뮤직 캐나다)               | 3× 플래티넘            | 240,000       |
| 덴마크 (IFPI Danmark)              | 2× 플래티넘            | 180,000       |
| 프랑스 (SNEP)                      | 다이아몬드             | 333,333       |
| 독일 (BVMI)                        | 플래티넘               | 400,000       |
| 이탈리아 (FIMI)                    | 3× 플래티넘            | 150,000       |
| 멕시코 (AMPROFON)                  | 다이아몬드+4× 플래티넘 | 540,000       |
| 뉴질랜드 (RMNZ)                    | 플래티넘               | 30,000        |
| 노르웨이 (IFPI 노르웨이)           | 2× 플래티넘            | 120,000       |
| 폴란드 (ZPAV)                      | 다이아몬드             | 100,000       |
| 포르투갈 (AFP)                     | 3× 플래티넘            | 30,000        |
| 스페인 (PROMUSICAE)                | 2× 플래티넘            | 80,000        |
| 스위스 (IFPI 스위스)               | 3× 플래티넘            | 60,000        |
| 영국 (BPI)                         | 4× 플래티넘            | 2,400,000     |
| 미국 (RIAA)                        | 3× 플래티넘            | 3,000,000     |
| 판매량+스트리밍을 기반으로 한 인증 |                        |               |